# 1908 Szentlőrinci AC KSE
A Szentlőrinci Atlétikai Club egy 1908-ban alapított magyar labdarúgócsapat, székhelye Pestszentlőrincen van.

## Története

### Kezdetek
Alapítói helybéli vállalkozók és lokálpatrióták voltak. 1910 júniusában játszotta az akkor még amatőr státuszú csapat az első mérkőzését, amelyet  4-0-ra elveszített a JSC ellen. Folyamatosan fejlődve 1943-44-ben a csapat felkerült az NB I-be és Deák Ferenc, a legendás „Bamba” vezetésével megkezdte legsikeresebb korszakát.
Deák Ferenc az 1945-46-os bajnokságban érte el a máig is világcsúcsként számon tartott gólkirályi címet 66 góllal, a csapat 8. lett a bajnokságban, ráadásul Deákot választották az év játékosának. 2 év múlva Deákot leigazolta a Ferencváros. Az 1947-48-as bajnokságban története legjobb helyezését elérve, hatodik lett a csapat az NBI-ben.

### Hányattatott időszak
Ezután már nem következtek újabb sikerek a már Postás néven jegyzett csapat egyre lejjebb csúszott. 1955-ben megszűnt az egyesület. 1957-ben újra próbálkoztak, azonban anyagi okok miatt 1959-ben újra megszűnt. 1962-ben a régi szacosok megalakították a SZAC baráti Kört, azonban sporttevékenységet már nem folytattak. 1988-ban újra alapították az egyesületet, ahol kizárólag csak utánpótlás neveléssel foglalkoztak. 1996 őszén egyesültek a Rába-KÖG SK (volt Vörös Csillag Gépgyár SK) egyesületével és az 1996-1997-es BLSZ I. bajnokságban indítottak felnőtt csapatot is. Sajnálatos módon 2004-ben anyagi okok miatt újra megszüntették az egyesületet. 2006-ban, remélhetőleg utoljára, a régi egyesület öregfiúk játékosai újra megalapították az egyesületet 1908 SZAC KSE néven. 2007-ben indították útjára felnőtt csapatukat is a BLSZ IV. osztályban.

### Napjainkban
2008-ban az alapítás 100. évfordulóján emlékoszlopot készített az egyesület, amely emlékhely a mindenkori SZAC sportolók és tagok emlékét kívánja megőrizni.
A felnőtt csapat 2008-ban megnyerte a BLSZ IV. o. bajnokság 1. csoportját, a 2008-2009-es szezonban a BLSZ III. osztály élmezőnyébe tartozott, negyedik lett. Mivel a harmadik helyezett csapat nem vállalta a feljutást, így harmadikként feljutott a BLSZ II. o. bajnokság 1. csoportjába.
A 2009-2010 évi bajnokságban, a BLSZ II. o. 1. csoportban, harmadik helyezést ért el. A 2010-2011 évi bajnokságot megnyerte és feljutott a BLSZ I./b. osztályba.

## Szakosztályok
2008-ban létrehozták korfball szakosztályukat. Ez a játék Hollandiából származik, fiúk és lányok játszhatják egyszerre. 2009-ben a felnőtt csapat megnyerte az NBI/b bajnokságot. 2010-ben az NB/I bajnokság negyedik helyét szerezték meg, míg az utánpótlás csapat a második lett az NBI/b bajnokságban. 2011-ben a felnőtt csapat 3. lett, az utánpótlás csapat pedig megnyerte az NBI/b bajnokságot.

## Híres játékosok
* a félkövérrel írt játékosok rendelkeznek felnőtt válogatottsággal.
- Bihari Károly
- Deák Ferenc
- Finta Károly
- G. Tóth Péter
- Kalocsay Géza
- Lázár Gyula
- Szabó Antal
- Tagányi Árpád[1]
- Florian Radu

## Híres edzők
- Fenyvesi László
- Sebes Gusztáv